# استیل‌کولین استراز
استیل‌کولین استراز یا کولین استراز آنزیمی است که استیل‌کولین را که برای تحریک اعصاب لازم است در محل سیناپس هیدرولیز می‌کند. به عنوان مثال در مردمک چشم پس از تحریک پاراسمپاتیک و آزاد شدن استیل‌کولین از انتهای عصب اتونوم با تحریک گیرنده موسکارینی ماهیچهٔ حلقوی عنبیه و انقباض آن تنگ شدن مردمک عنبیه را داریم. کولین استراز با تخریب استیل‌کولین موجود، مانع از آن می‌شود که این انقباض طولانی باشد؛ بنابراین پس از مدت کوتاهی در صورت عدم تداوم تحریک، انقباض برطرف می‌شود.

## مهارکننده‌های کولین استراز
برخی داروها مانند نئوستیگمین، فیزوستیگمین و ریواستیگمین و با مهار آنزیم کولین استراز در درمان میاستنی گراویس و آلزایمر استفاده می‌شوند.
برخی مواد مانند سموم حشره‌کش ارگانوفسفره (از جمله پاراتیون) و گازهای جنگ شیمیایی مانند «دی ایزوپروپیل فلوئور فسفات» نیز با مهار کولین استراز حتی موجب مرگ می‌شوند.